# کوه منسفیلد
کوه منسفیلد (به انگلیسی: Mount Mansfield) یک کوه در ایالات متحده آمریکا است که در Underhill واقع شده‌است. کوه منسفیلد ۱٬۳۳۹٫۶۱ متر بالاتر از سطح دریا واقع شده‌است.